# هارون فاروكى
هارون فاروكى (بالألمانية: Harun Farocki) (و. 1944 – 2014 م) هو كاتب سيناريو، ومصور، ومخرج أفلام، وأستاذ جامعي ألماني، ولد في نوفي يتشين، توفي في برلين، عن عمر يناهز 70 عاماً.

## التعليم
تعلم في الأكاديمية الألمانية للسينما والتلفاز في برلين ‏.

## جوائز
حصل على جوائز منها:
- Peter-Weiss Prize  [لغات أخرى]‏ (2002).

## وصلات خارجية
- هارون فاروكى على موقع IMDb (الإنجليزية)
- هارون فاروكى على موقع الموسوعة البريطانية (الإنجليزية)
- هارون فاروكى على موقع مونزينجر (الألمانية)
- هارون فاروكى على موقع قاعدة بيانات الأفلام العربية
- هارون فاروكى على موقع ألو سيني (الفرنسية)
- هارون فاروكى على موقع تيرنر كلاسيك موفيز (الإنجليزية)
- هارون فاروكى على موقع أول موفي (الإنجليزية)
- هارون فاروكى على موقع قاعدة بيانات الأفلام السويدية (السويدية)
- هارون فاروكى على موقع ديسكوغز (الإنجليزية)
- هارون فاروكى على موقع قاعدة بيانات الفيلم (الإنجليزية)